# Jung Eun-woo
Đây là một tên người Triều Tiên, họ là Jung.
Jung Eun-woo (Hangul: 정은우; Hanja: 鄭銀雨; Hán-Việt: Trịnh Ngân Vũ; sinh ngày 1 tháng 7 năm 1998), thường được biết đến với nghệ danh Eunwoo, là một nữ ca sĩ thần tượng người Hàn Quốc, cựu thành viên của nhóm nhạc nữ Pristin do công ty Pledis Entertainment thành lập và quản lý và là cựu thành viên của nhóm nhạc HINAPIA. Cô trở nên nổi tiếng khi tham gia chương trình thực tế sống còn mang tên Produce 101 (2016).

## Tiểu sử
Jeong Eun-woo sinh ngày 1 tháng 7 năm 1998 tại Bucheon, Gyeonggi, Hàn Quốc. Cô tốt nghiệp Trường Trung học Biểu diễn Nghệ thuật Seoul. Biệt danh của cô là Nunu.

## Sự nghiệp

### Trước khi ra mắt
Trước khi gia nhập Pledis Entertainment, Eunwoo đã từng tham gia vào chương trình truyền hình Superstar K4 và The Voice Kids Hàn Quốc. Năm 2013, cô chính thức trở thành thực tập sinh của Pledis Entertainment.
Năm 2014, cô đã xuất hiện với tư cách vũ công cho các buổi diễn live của Orange Caramel với "My Copycat" và Raina, San E (After School) với "A Mindsummer Night's Sweetness".. Năm 2015, Eunwoo tham gia trong MV Mansae của Seventeen. Cô tham gia chương trình tuyển chọn Produce 101. Cô đứng thứ 21 chung cuộc và bị loại ở vòng chung kết nên không thể trở thành một phần của I.O.I.
Ngày 23 tháng 3 năm 2016, Pledis công bố đội hình của nhóm nhạc nữ mới, Pledis Girlz bao gồm 7 thành viên từng tham gia Produce 101. Công ty cũng tiết lộ 3 thành viên mới, những người không được cạnh tranh trong Produce 101, đó là Sungyeon, Yehana và Kyla.
Eunwoo phát hành một đĩa đơn với tựa đề "Sickness" được viết bởi Vernon (Seventeen), đĩa đơn là một phần của soundtrack cho bộ phim Love Revolution vào ngày 23.
Ngày 27 tháng 6 năm 2016, 8 thành viên của nhóm (không bao gồm Nayoung và Kyulkyung) phát hành single đầu tiên của nhóm mang tên "WE". Ca khúc do Sungyeon và Eunwoo sáng tác và được viết lời bởi Roa, Eunwoo, Sungyeon và Xiyeon.

### 2017-2019: Ra mắt với Pristin
Ngày 2 tháng 3, Pledis Entertainment chia sẻ hình ảnh teaser ra mắt của nhóm vào ngày 21 tháng 3.
Vào lúc 18h (KST) ngày 21 tháng 3, nhóm chính thức ra mắt với mini-album đầu tiên HI! Pristin với bài hát chủ đề "Wee Woo". Album gồm 6 ca khúc: “Wee Woo”,  “Black Widow",  “Running”, “Over n Over”, và “We.” Sau đó, Pristin Comeback với mini album thứ hai là Schxxl Out gồm 5 ca khúc : "We Are Pristin", "We Like" ( ca khúc chủ đề) ,"Aloha","Tina" và "You're My Boy". Pristin bỗng tạm ngưng hoạt động trong suốt khoảng 1 năm và công ty chủ quản Pledis Entertainment đột ngột thông báo rằng Pristin sẽ tan rã vào ngày 24 tháng 5 năm 2019. Đến nay vẫn chưa rõ lý do Pristin tan rã.

### 2018-2019: Ra mắt với nhóm nhỏ Pristin V
Ngày 8 tháng 5 năm 2018, Pristin xác nhận sẽ ra mắt một nhóm nhỏ với tên gọi Pristin V bao gồm 5 thành viên là Nayoung, Roa, Eunwoo , Rena và Kyulkyung. Nhóm ra mắt vào ngày 28 tháng 5 với đĩa đơn "Like A V" bao gồm ca khúc chủ đề là " Get it" và ca khúc bside " Spotlight".

## Danh sách đĩa nhạc

### Đĩa đơn
| Năm  | Bài hát  | Vai trò      | Ghi chú                          |
| 2016 | Sickness | Nghệ sĩ solo | Được viết bởi Vernon (Seventeen) |

## Danh sách video

### Góp mặt trong cácvideo âm nhạc
| Năm  | Bài hát    | Nghệ sĩ        | Vai trò                  | Ghi chú        |
| 2014 | My Copycat | Orange Caramel | Vũ công                  | Suppoting role |
| 2015 | Mansae     | Seventeen      | —                        | —              |
| 2017 | We Woo     | Pristin        | Thành viên của Pristin   | —              |
| 2017 | We Like    | Pristin        | Thành viên của Pristin   | —              |
| 2018 | Get It     | Pristin V      | Thành viên của Pristin V | —              |

## Truyền hình

### Chương trình truyền hình
| Năm  | Chương trình   | Kênh truyền hình | Vai trò  | Ghi chú                                         |
| 2012 | Superstar K4   |                  | Thí sinh |                                                 |
| 2013 | The Voice Kids |                  | Thí sinh |                                                 |
| 2016 | Produce 101    | Mnet             | Thí sinh | Bị loại ở vòng chung kết, xếp thứ 21 chung cuộc |